# 노다니촌 (니가타현)
노다니촌(能生谷村)은 니가타현 니시쿠비키군에 있던 촌이다. 

## 역사
- 1901년 11월 1일 - 니시쿠비키군 노다니촌이 성립하였다.
- 1954년 10월 1일 - 노정, 이소베촌, 고노우라촌과 합병해, 새로운 노정이 성립하였다.

## 참고문헌
- 『市町村名変遷辞典』東京堂出版、1990年。